# VM i landevejscykling 2030
VM i landevejscykling 2030 vil blive den 103. udgave af VM i landevejscykling. Det vil foregå i efteråret 2030 i og omkring Belgiens hovedstad Bruxelles.
Den 28. september 2024 meddelte UCI at verdensmesterskaberne i 2030 for elvte gang i historien skulle afholdes i Belgien. Det er blandt andet for at fejre at nationen Belgien på det tidspunkt fylder 200 år. Det fransk oversøiske departement Guadeloupe var også inde i billedet omkring tildelingen af værtsskabet.